# Cộng hòa Ả Rập Sahrawi Dân chủ
Cộng hòa Ả Rập Sahrawi Dân chủ, cũng được gọi là Cộng hòa Sahrawi và Tây Sahara, là một quốc gia được công nhận hạn chế ở phía tây Maghreb. Quốc gia này tuyên bố chủ quyền toàn vùng Tây Sahara, vốn đang bị Maroc kiểm soát 80% lãnh thổ, còn chính phủ phải lưu vong. Mặt trận Polisario tuyên bố thành lập nhà nước vào năm 1976 và hiện nhà nước đó được Liên minh châu Phi cũng như 41 nước trên thế giới công nhận.

## Lịch sử

### Tiền thuộc địa
Lịch sử vùng Tây Sahara ít được biết cho đến khi có những mối quan hệ buôn bán giữa vùng này với châu Âu vào thế kỉ thứ 4 TCN. Trong thời cổ đại, người Berber đến sinh sống sau đó là người Ả Rập. Các nhà hàng hải Bồ Đào Nha đến Cape Bojador (bờ biển phía Bắc Sahrawi hiện nay) năm 1434. Tuy nhiên, chỉ có một vài cuộc tiếp xúc giữa châu Âu với vùng này vào thế kỉ 19.

### Tây Ban Nha thiết lập chế độ bảo hộ
Vào năm 1884, Tây Ban Nha được thưởng một vùng đất ven biển là vùng đất Tây Sahara ngày nay tại Hội nghị Berlin, và bắt đầu thành lập các địa điểm thương mại và đưa quân đội vào.
Biên giới của khu vực không được xác định rõ ràng cho đến khi có bản hiệp ước giữa Tây Ban Nha và Pháp vào đầu thế kỷ 20. Sahara thuộc Tây Ban Nha khi đó tạo thành từ lãnh thổ Río de Oro và Saguia el-Hamra thuộc Tây Ban Nha vào năm 1924. Nó không phải, và cũng có chính quyền riêng biệt, với khu vực được biết đến với tên Maroc thuộc Tây Ban Nha.
Do đó, Tây Ban Nha đã cho thấy họ không thể mở rộng quyền điều hành lên những khu vực sâu trong đất liền cho tới năm 1934. Khi tiến gần đến độc lập vào năm 1956, Maroc đã tuyên bố Sahara thuộc Tây Ban Nha là một phần của lãnh thổ trước thuộc địa của họ, và vào năm 1957, Quân đội Giải phóng của Maroc gần như đã đánh đuổi được người Tây Ban Nha ra khỏi đất nước trong Chiến tranh Ifni.
Người Tây Ban Nha chỉ có thể tái lập được quyền thống trị với sự hỗ trợ của Pháp vào năm 1958, và bắt tay vào một chiến thuật cứng rắn để trả thù hướng về vùng nông thôn, dùng vũ lực buộc định cư nhiều người du cư trước đây của Sahara thuộc Tây Ban Nha và tăng cường đô thị hóa, trong khi nhiều người khác bị buộc đi đày đến Maroc. Trong cùng năm đó, Tây Ban Nha trả tỉnh Tarfaya và Tantan cho Maroc.
Vào thập niên 1960, Maroc tiếp tục tuyên bố chủ quyền ở Sahara thuộc Tây Ban Nha và thành công trong việc liệt vùng đất này vào danh sách các vùng lãnh thổ cần phải phá bỏ chế độ thuộc địa. Vào năm 1969, Tây Ban Nha trả cho Maroc vùng Ifni, điều này sẽ duy trì sự quản lý của Tây Ban Nha đối với Sahara thuộc Tây Ban Nha.
Vào năm 1967, sự thuộc địa hóa của Tây Ban Nha lại bị thách thức lần nữa bởi một phong trào phản kháng ôn hòa, Harakat Tahrir, yêu cầu kết thúc sự chiếm đóng. Sau sự đàn áp bạo lực vào năm 1970 Zemla Intifada, chủ nghĩa quốc gia Sahrawi quay trở về nguồn gốc quân sự của nó, với việc thành lập Mặt trận Polisario vào năm 1970.
Các du kích của Mặt trận phát triển nhanh chóng, và Tây Ban Nha đã mất đi sự kiểm soát hiệu quả ở vùng nông thôn vào đầu năm 1975. Một nỗ lực phá hoại sức mạnh của Polisario bằng cách tạo ra đối thủ chính trị hiện đại với nó, Partido de Unión Nacional Saharaui (PUNS), đã có ít thành công.
Tây Ban Nha tiếp tục kết nạp những thủ lĩnh bộ lạc bằng cách lập nên Djema'a, một cơ quan chính trị dựa rất thấp lên sự lãnh đạo của bộ lạc Sahrawi.

### Yêu cầu độc lập
Tuy nhiên, ngay trước cái chết của nhà độc tài Tây Ban Nha Francisco Franco vào mùa đông năm 1975, Tây Ban Nha phải đương đầu với một chiến dịch đòi lãnh thổ mạnh mẽ của Maroc, và sự mở rộng ít hơn của Mauritanie, nổi lên tột cùng trong Cuộc Diễu hành Xanh.
Tây Ban Nha khi đó đã rút quân đội và người định cư của mình ra khỏi lãnh thổ, sau khi đàm phán vào năm 1975, một thỏa thuận tay ba với Maroc và Mauritanie, từ đó cả hai nước sẽ cùng điều hành khu vực này.
Mauritanie sau đó rút lại lời tuyên bố sau khi đánh nhau thất bại với Polisario. Maroc liên hệ đến cuộc chiến với Mặt trận Polisario do Algérie chống lưng, mặc dù một lệnh ngừng bắn đã được đưa ra vào năm 1991, và lãnh thổ vẫn nằm trong sự tranh chấp.

### Cộng hòa Ả Rập Sahrawi Dân chủ ngày nay
Trước việc rút quân của Tây Ban Nha, Maroc và Mauritanie tiến hành chia quyền kiểm soát vùng này. Maroc giữ 2/3 lãnh thổ phía Bắc, Mauritanie kiểm soát 1/3 lãnh thổ phía Nam. Phong trào đòi độc lập của Mặt trận Polisario được Algérie ủng hộ, tiến hành cuộc chiến tranh du kích chống lại hai nước xâm chiếm. Mặt trận Polisario tuyên bố thành lập chính phủ lưu vong có trụ sở tại Algérie và đặt tên vùng này là Cộng hòa Ả Rập Sahrawi Dân chủ. Năm 1979, Mauritanie rút khỏi vùng này, Maroc tiến chiếm và giành quyền kiểm soát toàn bộ lãnh thổ. Mặt trận Polisario tiếp tục cuộc chiến chống lại Maroc. Cuộc chiến kéo dài gây ra làn sóng tị nạn của hàng ngàn người sang Algérie, và Maroc tiến hành xây dựng một bức tường phòng thủ vùng này.
Cuộc chiến giữa Mặt trận Polisario với Maroc đi đến bế tắc và một thóa thuận ngừng bắn diễn ra năm 1991 để tiến hành cuộc trưng cầu ý dân và vấn đề độc lập cho vùng này.
Trong một thập kỉ qua, Liên hiệp quốc thất bại trong cuộc tổ chức cuộc trưng cầu ý dân; những tranh cãi về tư cách cử tri là trở ngại chính và Maroc phản đối cuộc trưng cầu ý dân.
Tháng 8 năm 2001, James A. Baker, đặc phái viên của Liên Hợp Quốc ở Sahrawi đề nghị thay vì tổ chức cuộc trưng cầu ý dân về vấn đề độc lập, Sahrawi được xem như là vùng tự trị của Maroc. Chính quyền Sahrawi phản đối và cho rằng đề nghị này trái ngược với lời hứa trước đây của Liên Hợp Quốc là tổ chức một cuộc trưng cầu ý dân về quyền tự quyết.
Sau khi tuyên bố thành lập, Cộng hòa Ả Rập Sahrawi Dân chủ được trên 70 nước (trong đó có Việt Nam năm 1979), chủ yếu là các nước châu Phi và Mỹ Latinh công nhận (chưa có nước lớn nào công nhận Cộng hòa Ả Rập Sahrawi Dân chủ). Nhưng những năm gần đây đã có trên 20 nước rút sự công nhận Cộng hòa Ả Rập Sahrawi Dân chủ trong đó đáng chú ý là Ấn Độ vì Sahrawi thực sự yếu, nội bộ bị các lực lượng thân Maroc chia rẽ, phân hoá. Gần đây nhiều lãnh đạo cao cấp của Cộng hòa Ả Rập Sahrawi Dân chủ đã chạy sang Maroc, ngoài ra Sahrawi lại thiếu sự hỗ trợ mạnh mẽ và hiệu quả của quốc tế, kể cả Liên Hợp Quốc. Còn Algérie, nước đỡ đầu của Sahrawi, do tình hình trong nước khó khăn, lại chịu nhiều áp lực trong việc ủng hộ Sahrawi nên buộc phải điều chỉnh chính sách, không ủng hộ và giúp Sahrawi mạnh mẽ như trước.
Liên Hợp Quốc xem Sahara thuộc Tây Ban Nha cũ là một lãnh thổ phi thực dân, với Tây Ban Nha là quyền lực điều hành hình thức. Những nỗ lực hòa bình của Liên Hợp Quốc đã nhắm tới tổ chức một cuộc trưng cầu ý dân về sự dộc lập trong dân cư Sahrawi, nhưng điều này vẫn chưa diễn ra. Liên minh châu Phi và trong lịch sử đã có ít nhất 41 chính phủ nhìn nhận lãnh thổ có chủ quyền, mặc dù bị chiếm đóng, là quốc gia dưới tên Cộng hòa Dân chủ Ả Rập Sahrawi (SADR), với một chính phủ lưu vong do Mặt trận Polisario hỗ trợ.

## Chính trị
Tư cách pháp lý của lãnh thổ Tây Sahara và câu hỏi về chủ quyền của nó vẫn chưa được giải quyết, Sahrawi hiện vẫn là lãnh thổ đang tranh chấp giữa Maroc và Mặt trận Polisario. Theo luật pháp quốc tế nó được coi là lãnh thổ dưới quyền của Liên Hợp Quốc.
Các bộ phận của Sahrawi dưới quyền kiểm soát của Maroc được chia thành một số tỉnh được cai trị và được xem như các bộ phận tách rời của vương quốc Maroc.
Chính phủ lưu vong SADR là một hình thức của hệ thống nghị viện và cộng hòa tổng thống do Mặt trận Polisario lãnh đạo, nhưng theo hiến pháp, điều này sẽ được thay đổi thành một hệ thống chính trị đa đảng khi nào Mặt trận Polisario kiểm soát được toàn bộ lãnh thổ Tây Sahara. Hiện nay, các trại tị nạn Tindouf ở Algérie, dưới quyền điều khiển của Mặt trận Polisario. Mặt trận Polisario cũng kiểm soát một phần của Tây Sahara ở phía đông của Bức tường Maroc chia cắt lãnh thổ Tây Sahara, và nó được gọi là các vùng lãnh thổ giải phóng. Khu vực này có dân số rất nhỏ, ước tính khoảng 30.000 người du mục.

## Đề xuất của Liên Hợp Quốc
Năm 1991, Liên Hợp Quốc đưa ra Nghị quyết số 690, vạch kế hoạch tổ chức trưng cầu dân ý để nhân dân Tây Sahrawi tự quyết định: độc lập hay sáp nhập vào Maroc. Nhưng hơn 10 năm nay, giải pháp này không thực hiện được do Maroc và Mặt trận Polisario bất đồng về thành phần cử tri và thể thức trưng cầu dân ý.
Tháng 7 năm 2002, Tổng Thư ký Liên Hợp Quốc đưa ra một số giải pháp:
- Giải pháp Con đường thứ ba, theo đó Sahrawi sẽ được hưởng quyền tự trị, nhưng vẫn nằm trong Maroc.
- Giải pháp chia lãnh thổ Sahrawi giữa Maroc và Polisario.
- Trường hợp những giải pháp trên không được chấp nhận, Liên Hợp Quốc cảnh báo sẽ rút hoàn toàn sự tham gia của mình khỏi giải pháp Sahrawi.

Ngày 31 tháng 7 năm 2003, Hội đồng bảo an Liên Hợp Quốc đã thông qua Nghị quyết 1495 kêu gọi Maroc và Polisario thực hiện kế hoạch hoà bình cho Sahrawi do James Baker, Đặc phái viên của Tổng Thư ký Liên Hợp Quốc về Sahrawi soạn thảo và chỉnh sửa, thực chất dung hoà giải pháp Con đường thứ ba (Maroc ủng hộ) và việc tổ chức trưng cầu dân ý (Polisario ủng hộ) với nội dung chính là thành lập một chính quyền tạm thời quản lý vùng này với một số quyền hạn chế (nắm hành chính địa phương, thuế, an ninh nội bộ) còn các quyền chủ quyền (ngoại giao, an ninh quốc gia, quốc phòng, nội vụ) do Maroc nắm với mục tiêu xây dựng quy chế vĩnh viễn cho Cộng hòa Ả Rập Sahrawi Dân chủ bằng trưng cầu dân ý sau 5 năm. Kế hoạch này được Mặt trận Polisario, Algérie, Anh, Tây Ban Nha ủng hộ, nhưng bị Maroc, Pháp phản đối. Hoa Kỳ giữ thái độ trung lập, nhưng trên thực tế lại ủng hộ Maroc.
Cộng hòa Ả Rập Sahrawi Dân chủ (SADR) hiện đang gặp nhiều khó khăn: Hiện nay nước này chỉ kiểm soát được 35% lãnh thổ, còn Maroc kiểm soát 65%.
Tháng 1 năm 2003, Campuchia tuyên bố không công nhận SADR. Ngày 26 tháng 10 năm 2004, Serbia và Montenegro rút sự công nhận SADR (Nam Tư cũ đã chính thức công nhận nước này năm 1984). Ngày 5 tháng 4 năm 2005, Tổng thống Madagascar tuyên bố ngừng việc công nhận SADR. Ngày 17 tháng 3 năm 2006, Bộ trưởng Ngoại giao Tchad tuyên bố: Chính phủ Tchad đã quyết định rút công nhận SADR. Ngày 15 tháng 9 năm 2004, Nam Phi lại công nhận và đặt quan hệ ngoại giao với SADR (có thể do trụ sở Nghị viện Liên minh châu Phi nằm tại Nam Phi mà SADR vẫn là thành viên của AU).
Kenya và SADR (ngày 25 tháng 6 năm 2005), Zambia và SADR (ngày 10 tháng 7 năm 2005) ra thông cáo chung thiết lập quan hệ ngoại giao cấp đại sứ. Ngày 19 tháng 10 năm 2006, Kenya lại ra thông cáo rút sự công nhận SADR.
Tháng 6 năm 2004, James Baker, đặc phái viên của Tổng Thư ký Liên Hợp Quốc về Tây Sahara từ chức, ông Alvaro de Soto thay thế, tuy nhiên vào tháng 5 năm 2005, Alvaro được cử chức Đặc phái viên Tổng thư ký Liên Hợp Quốc tại Trung Đông và sau đó vị trí Đặc phái viên Tổng Thư ký Liên Hợp Quốc về Tây Sahara bị bỏ lửng cho đến cuối tháng 7 năm 2005 thì Tổng Thư ký Liên Hợp Quốc cử Francesco Bastagli làm đại biện. Ngày 1 tháng 10 năm 2005, ông Bastagli, sau khi gặp Ngoại trưởng Algérie, tuyên bố với giới báo chí: Kế hoạch Baker đã được Hội đồng bảo an Liên Hợp Quốc nhất trí thông qua tháng 7 năm 2003 vẫn là tài liệu cơ bản để giải quyết vấn đề Tây Sahara, đồng thời khẳng định: Cuộc xung đột ở Tây Sahara là vấn đề phi thực dân hoá và nó thuộc về Ủy ban phi thực dân hoá của Liên Hợp Quốc (thực chất Nghị quyết ủng hộ kế hoạch Baker). Tháng 10 năm 2005, đặc phái viên mới của Tổng Thư ký Liên Hợp Quốc là ông Peter Van Walsum trong chuyến thăm và làm việc tại Maroc, Algérie và Mauritanie đã nêu rõ: Giải pháp cho vấn đề này phải nằm trong chương trình nghị sự của Liên Hợp Quốc, nó phụ thuộc vào ý chí của Tổng Thư ký Liên Hợp Quốc cũng như sự quan tâm của các nhà lãnh đạo các nước trong việc đóng góp thiện chí tháo gỡ vấn đề này.
Ngày 28 tháng 4 năm 2006, Hội đồng bảo an Liên Hợp Quốc thông qua Nghị quyết 1675 về Tây Sahara khẳng định lại lập trường về quyền tự quyết của nhân dân Sahrawi được bày tỏ ý nguyện thông qua tổng tuyển cử có sự giám sát của lực lượng bảo vệ hoà bình Liên hiệp quốc, đề nghị các bên (Maroc và Mặt trận Polisario) và các Nhà nước trong khu vực tiếp tục hợp tác chặt chẽ với Liên Hợp Quốc để chấm dứt tình trạng bế tắc hiện nay và hướng tới một giải pháp chính trị bền vững, công bằng, được các bên đồng thuận, kéo dài thời gian hoạt động của Phái đoàn Liên Hợp Quốc về trưng cầu dân ý tại Tây Sahara đến ngày 31 tháng 10 năm 2006

## Địa lý
Tây Sahara là vùng lãnh thổ phía Tây của Bắc Phi, Bắc giáp Maroc, Đông giáp Algérie, Đông Nam giáp Mauritanie, Tây giáp Đại Tây Dương.
Lãnh thổ phần lớn là hoang mạc bao phủ bởi đá, sỏi và cát. Các vùng cao nguyên (460 m) ở phía Đông Bắc xen giữa các Thung lũng khô.
Khí hậu khô và nóng, mưa hầu như không có. Các luồng không khí lạnh ở ngoài khơi và tạo nên các đám sương mù. Nguồn nước khan hiếm và thiếu đất trồng trọt.

## Kinh tế
Sahrawi là vùng đất nghèo tài nguyên và thiếu các nguồn nước. Kinh tế phụ thuộc vào chăn nuôi du mục (dê, cừu, lạc đà), khai thác phosphat và quặng sắt, đánh bắt cá biển. Phần lớn thực phẩm phải nhập khẩu. Tất cả các hoạt động thương mại và kinh tế đều do chính phủ Maroc kiểm soát. Du lịch được khuyến khích phát triển. Phosphat và cá khô là hai mặt hàng xuất khẩu chính.